# 흔들의자

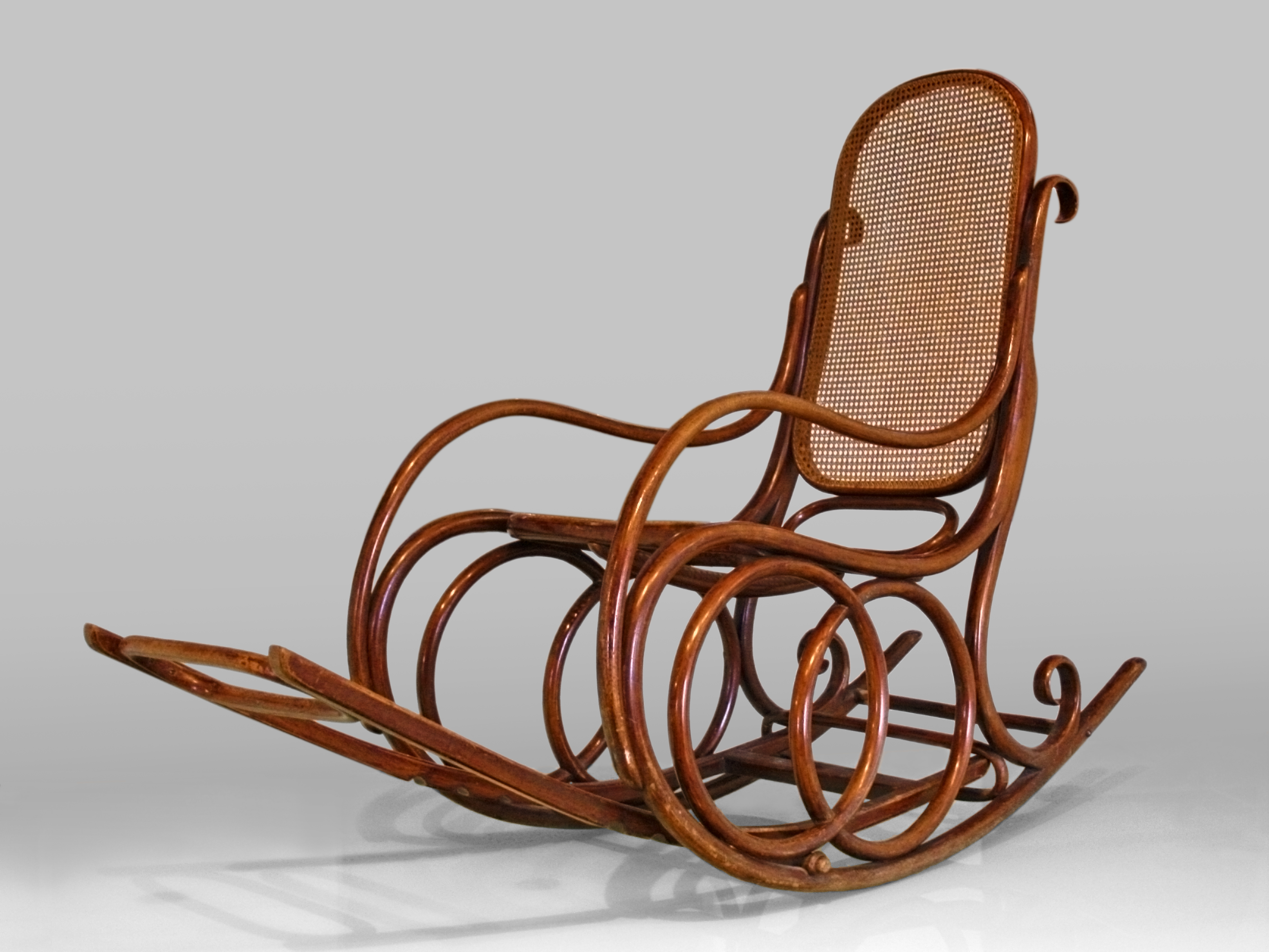
Thonet 흔들의자

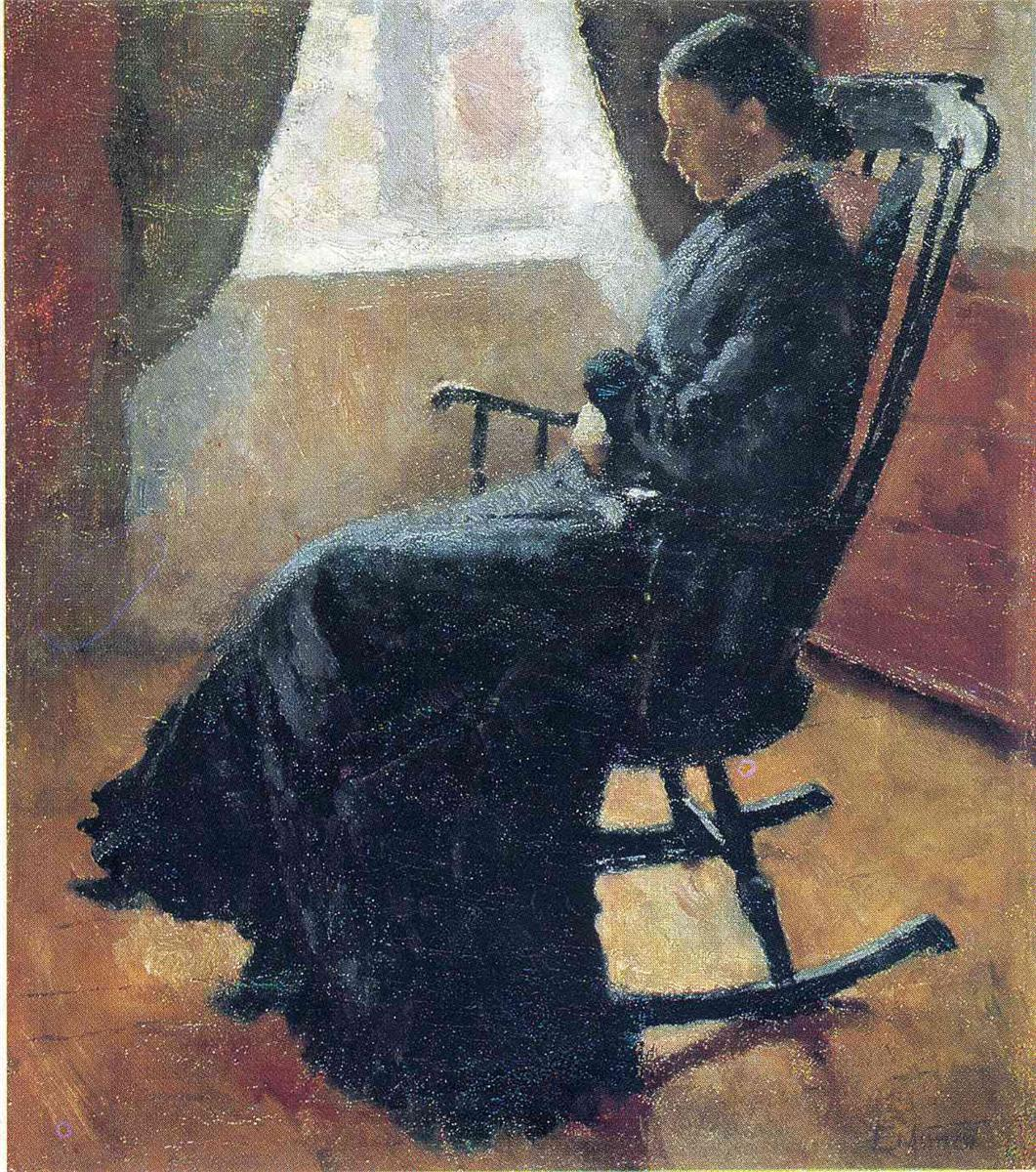

흔들의자(--椅子)는 의자의 일종으로, 2개의 굽은 로커(rocker)가 다리 아래에 부착되어 있으며 각 다리가 다른 다리를 연결하고 있다. 로커는 2개의 지점에서만 바닥과 접촉하며 의자를 쓰는 사람이 자신의 발로 살짝 밀거나 무게를 이동시켜 앞뒤로 움직일 수 있게 만들어준다. 흔들의자는 대체적으로 목재로 만들어진다. 일부 흔들의자는 접이식으로 되어 있기도 하다.

## 용어
흔들의자의 영어 낱말 rocking chair는 "흔들다"를 뜻하는 동사 rock에서 비롯된 것이다. rocking chair라는 용어가 처음 쓰인 것은 1766년이었다.

## 역사
미국의 발명가 벤저민 프랭클린이 흔들의자를 고안한 것으로 간주되지만, 역사가들은 흔들의자의 기원을 프랭클린이 어렸을 시절인 18세기 초 북아메리카에서 기원한 것으로 본다.

## 같이 보기
- 그네
- 의자